# Paul Guillaume (storico)
Paul-Pierre-Marie Guillaume O.S.B. (Vars, 22 agosto 1842 – Gap, 24 ottobre 1914) è stato uno storico, archivista e abate benedettino francese.

## Biografia

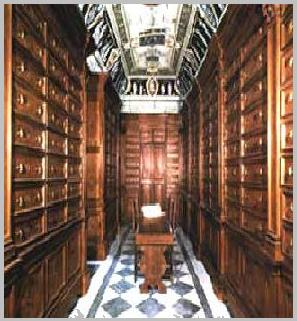
L'Archivio dell'Abbazia SS. Trinità di Cava dei Tirreni

### Studi
Guillaume, primo di cinque figli, nacque da una famiglia di contadini del dipartimento francese delle Alte Alpi. Per interessamento di uno zio, parroco a Mesterrieux, si avviò agli studi a Bordeaux, prima presso il seminario minore e quindi presso quello maggiore, ricevendo gli ordini minori.

### Trasferimento in Italia
Nel 1867 si trasferì in Italia per proseguirvi gli studi: fu dapprima a Roma e dal novembre 1868 fu docente di lingua francese al collegio dell'Abbazia di Montecassino, dove ricevette anche l'ordinazione sacerdotale.
Nell'ottobre 1869 fu in visita alla Badia di Cava, in un viaggio che preludeva al suo successivo trasferimento all'abbazia: nell'ottobre 1870, infatti, divenne professore nel locale collegio, inaugurato tre anni prima e retto all'epoca da Guglielmo Sanfelice D'Acquavella, futuro vescovo di Napoli.
Nel collegio di Cava sarebbe rimasto fino al 1877, insegnandovi varie discipline: storia, geografia, aritmetica e lingua francese nel 1871-72; lingua francese dal 1872 al 1876 e, infine, dal 1876 al 1877, geografia e lingua francese al ginnasio, e storia al liceo.
Negli anni trascorsi in Italia, avendo facile accesso ai documenti dei rispettivi archivi abbaziali, pose mano a due pubblicazioni sulla storia dei due monasteri benedettini da lui frequentati: Description historique et artistique du Mont-cassin, con traduzione italiana a fronte (1874, 2ª edizione: 1880), e il volume Essai historique sur l'abbaye de Cava (1877).

### Ritorno in Francia
Nel 1878 tornò in Francia, dove cercò, senza successo, di ottenere il titolo di storiografo della diocesi di Gap. Visto l'insuccesso, nei due anni successivi si diede a frequentare, come uditore libero, i corsi impartiti dall'École nationale des chartes di Parigi, mentre, al contempo, copriva le funzioni di elemosiniere in un convento religioso di Champigny. Al termine degli studi all'École des chartes, nel 1879, conseguì il certificato di aptitude paléographique. Grazie a questo diploma, assunse la carica di archivista dipartimentale presso gli Archives départementales des Hautes-Alpes, attività che avrebbe svolto in modo ininterrotto per 35 anni
Fu anche un attivo organizzatore culturale: nel 1879 organizzò il Musée départemental de Gap; nel 1881 fondò la Société d'études des Hautes-Alpes, mentre 10 anni più tardi, nel 1891, fondò e diede inizio alle pubblicazioni della rivista storica Annales des Hautes-Alpes, della quale rimarrà il redattore principale.
Fu un lavoratore infaticabile, le cui pubblicazioni occupano 15 colonne del catalogo generale della Biblioteca nazionale di Francia. Degni di nota sono i lavori che, a partire dal 1883, andò compiendo su alcuni misteri in lingua occitana (soprattutto tra quelli rappresentati nel Brianzonese, i Mystères briançonnais). Tra questi, due furono da lui stesso scoperti e pubblicati con traduzione in francese: Le mystère de Sant Anthoni de Viennès (1503) e Le Mystère de Saint Eustache (1504). Altro esempio dello stesso filone di ricerca è Le Mystère de Saint Pierre et Saint Paul (Istoria Petri et Pauli: mystère en langue provençale du XVe siècle): il manoscritto originale, del XV secolo, era stato scoperto nel 1865 da Monsieur Bing, archivista delle Hautes-Alpes, negli archivi comunali di Puy-Saint-Pierre, cantone e arrondissement di Briançon.
Dalle sue pubblicazioni si apprende anche che fu abate, un titolo che appare almeno a partire dal 1884.
Negli ultimi anni fu afflitto da gravi problemi alla vista: settantenne, fu colpito da un distacco di retina che lo portò alla cecità nel 1913. Nonostante la menomazione, continuò a lavorare fino all'anno successivo, valendosi dell'assistenza di un segretario: rassegnate le dimissioni nell'agosto 1914, morì il 24 ottobre successivo.

## Opere
- La Cathédrale de Nancy: notice descriptive et artistique, Thomas et Pierron, 1870
- Description historique et artistique du Mont-cassin (avec la traduction italienne en regard), Imprimerie du Montcassin, 1874 (2 édition, 1880)
- Vita di Sant'Alferio, fondatore e primo abbate del cenobio della SS. Trinità di Cava de' Tirreni, 931-1050, scritta in latino nella prima metà del XII secolo da Ugone, abbé de la Santa Trinità di Venosa, O.S.B.. Voltata in italiano nella fine del XVI secolo e con aggiunte da autentiche scritture... e per D. Alessandro Ridolfi. Pubblicata ora per la prima volta da un manoscritto cavense, con prefazione, note e schiarimenti, per Paolo [Chanoine Paul-Pierre-Marie] Guillaume, 1875
- Le navi cavensi nel Mediterraneo durante il medio evo, ovvero Vita di San Costabile di Lucania, fondatore di Castellabate. Lavoro pubblicato per la prima volta da un manoscritto cavense [di Ugone (abbé de la Santa Trinità di Venosa, O.S.B.) per Paolo [Chanoine Paul-Pierre-Marie] Guillaume, 1876
- Essai historique sur l'abbaye de Cava, d'après des documents inédits, Abbaye des RR. Péres bénédictins, Cava dei Tirreni, 1877
- Spécimen du langage de Savines (Hautes-Alpes) en 1442, August Masson, Forcalquier, 1880
- Le mystère de Sant Anthoni de Viennès, publié d'après une copie de l'an 1503, Gap, Au secrétariat de la Société d'études des Hautes-Alpes, 1884 (in-8, pp. cxx+224 et fac-simile)
- Istoria Petri et Pauli: mystère en langue provençale du XVe siècle / publié d'après le manuscrit original par Paul Guillaume, [sous les auspices de la Société d'études des Hautes-Alpes], Éditeur: au secrétariat de la Société d'études des Hautes-Alpes (Gap), in-8°, pp. xx+236, Gap, 1887.
- Chartes de N.-D. de Bertaud, monastère de femmes, de l'ordre des Chartreux, diocèse de Gap, publiées sous les auspices de la Société d'études des Hautes-Alpes, Gap, 1888
- Istorio de Sanct Poncz. Mystère en langue provençale du XVe siècle, publié d'après un manuscrit de l'époque, 1888
- Pouillès de 1616 ou rôles des décimes des diocèses de Gap et d'Embrun, publiés d'après le ms. latin 12730 de la Biblioteca nazionale di Francia, 1888
- Inventaire des Archives seigneuriales de l'Argentière en 1481, A. Picard, Gap, 1888
- Inventaire sommaire des Archives départementales des Hautes-Alpes. Séries A. H, C. Gap, 1887
- Inventaire sommaire des Archives départementales des Hautes- Alpes. Série G (archidiocèse d'Embrun), Gap, 1891
- Inventaire sommaire des Archives départementales des Hautes- Alpes. Série G (diocèse de Gap), Gap, 1891
- Inventaire sommaire des Archives départementales des Hautes- Alpes. Série II supplément (hospices de Briançon, d'Embrun et de Gap), Gap, 1891
- Le Mystère de saint Eustache, joué en 1504, sous la direction de Ber. Chancel, chapelain du Puy-Saint-André, près Briançon (Hautes-Alpes), et publié par l'abbé Paul Guillaume, 2e édition, suivie d'une traduction française - 20 septembre 1881 - imp. de Hamelin frères - Montpellier - 1891 (in-8)
- Chartes de Durbon: quatrième monastère de l'Ordre des Chartreux, diocèse de Gap, Imprimerie Notre-Dame de Près, Montreuil-sur-Mer, 1893
- Recueil des réponses faites par les communautés de l'élection de Gap au questionnaire envoyé par la Commission intermédiaire des États du Dauphiné, Imprimerie nationale, 1908
- Histoire générale des Alpes-Maritimes ou Gottiènes et particulièrement d'Embrun, leur métropolitaine, par le père Marcellin Fornier, tournonois, 3 voll., Paris, 1890-92
- La période révolutionnaire, le consulat, l'empire, la restauration, dans les Hautes-Alpes par Théodore Gautier, 1895